# Valmadrera
Valmadrera är en ort och kommun i provinsen Lecco i regionen Lombardiet i Italien. Kommunen hade 11 491 invånare (2018).